# Liste der brasilianischen Botschafter in Südafrika
Die Botschaft befindet sich in Pretoria.
| Ernannt       | Name                               | Bemerkungen | Mensagem Senado Federal | im Senat des Nationalkongress vorgestellt am | ernannt von                          | akkreditiert bei            | Posten verlassen |
| ------------- | ---------------------------------- | --- | ----------------------- | -------------------------------------------- | ------------------------------------ | --------------------------- | ---------------- |
| 30. Okt. 1948 | Luiz Guimarães Fernandes Pinheiro  | (* 17. August 1891) |                         |                                              | Eurico Gaspar Dutra                  | Daniel François Malan       | 27. Juli 1953    |
| 1953          | Octávio Nascimento Brito Filho     | Geschäftsträger |                         |                                              | Getúlio Vargas                       | Daniel François Malan       | 1954             |
| 16. Apr. 1964 | Manuel Vicente Cantuárla Guimarães | |                         |                                              | João Goulart                         | Hendrik Frensch Verwoerd    | 13. März 1956    |
| 1956          | Octávio Nascimento Brito Filho     | Geschäftsträger |                         |                                              | Juscelino Kubitschek                 | Johannes Gerhardus Strijdom |                  |
| 1956          | Joaquim de Almeida Serra           | Geschäftsträger |                         |                                              | Juscelino Kubitschek                 | Johannes Gerhardus Strijdom | 1967             |
| 6. Apr. 1957  | Adolpho de Camargo Neves           | |                         |                                              | Juscelino Kubitschek                 | Johannes Gerhardus Strijdom | 16. Sep. 1960    |
| 1960          | Oswaldo Biato                      | Geschäftsträger |                         |                                              | Juscelino Kubitschek                 | Hendrik Frensch Verwoerd    | 1961             |
| 26. Juli 1961 | Celso Raul Garcia                  | |                         |                                              | Jânio Quadros                        | Hendrik Frensch Verwoerd    | 28. Feb. 1963    |
| 1. März 1963  | Arnaldo Leão                       | |                         |                                              | João Goulart                         | Hendrik Frensch Verwoerd    | 15. Feb. 1965    |
| 1965          | Sérgio Rezende Carneiro de Lacerde | Geschäftsträger |                         |                                              | Humberto Castelo Branco              | Hendrik Frensch Verwoerd    |                  |
| 1965          | Isabel Wood                        | Geschäftsträger |                         |                                              | Humberto Castelo Branco              | Hendrik Frensch Verwoerd    |                  |
| 1965          | Sérgio Rezende Carneiro de Lacerda | Geschäftsträger |                         |                                              | Humberto Castelo Branco              | Hendrik Frensch Verwoerd    | 1966             |
| 23. Feb. 1966 | Jorge D’Escragnolle Taunay         | |                         |                                              | Humberto Castelo Branco              | Balthazar Johannes Vorster  | 31. Juli 1969    |
| 1969          | Sérgio Rezende Carneiro de Lacerda | Geschäftsträger |                         |                                              | Emílio Garrastazu Médici             | Balthazar Johannes Vorster  |                  |
| 1969          | Marcelo Didier                     | Geschäftsträger |                         |                                              | Emílio Garrastazu Médici             | Balthazar Johannes Vorster  | 1970             |
| 17. Dez. 1970 | David Silveira da Motta Júnior     | 1974: Botschafter in Algier, 1981–1983: Botschafter in Caracas. |                         |                                              | Emílio Garrastazu Médici             | Balthazar Johannes Vorster  | 27. Apr. 1972    |
| 1972          | Marcelo Didier                     | Geschäftsträger (* 23. Junis 1937 in Rio de Janeiro) 1961–1962: Geschäftsträger in Quito, 1964: Geschäftsträger in Bangkok, 1966: Geschäftsträger in Bonn, 1991: Botschafter in Bissau                                                                                    |                         |                                              | Emílio Garrastazu Médici             | Balthazar Johannes Vorster  |                  |
| 26. Aug. 1972 | Marcos Antônio de Salvo Coimbra    | |                         |                                              | Emílio Garrastazu Médici             | Balthazar Johannes Vorster  | 1974             |
| 1. Jan. 1975  | Fernando da Silva e Souza          | Geschäftsträger |                         |                                              | Ernesto Geisel                       | Balthazar Johannes Vorster  | 31. Dez. 1975    |
| 1979          | Paulo Antônio Pereira Pinto        | Geschäftsträger |                         |                                              | João Baptista de Oliveira Figueiredo | Pieter Willem Botha         | 1982             |
| 1988          | André Mattoso Maia Amado           | Geschäftsträger |                         |                                              | José Sarney                          | Pieter Willem Botha         |                  |
| 13. Dez. 1991 | Igor Torres-Carrilho               | [ 1 ] | MSF 297 de 1991         |                                              | Fernando Collor de Mello             | Frederik Willem de Klerk    |                  |
| 14. Okt. 1993 | Antonio Amaral de Sampaio          | | MSF 312 de 1993         | 6. Okt. 1993                                 | Itamar Franco                        | Frederik Willem de Klerk    |                  |
| 8. Dez. 1995  | Oto Agripino Maia                  | | MSF 348 de 1995         | 7. Dez. 1995                                 | Fernando Henrique Cardoso            | Nelson Mandela              |                  |
| 22. Mai 1997  | Oto Agripino Maia                  | zum Botschafter in Port Louis (Mauritius) ernannt. | MSF 57 de 1997          | 8. Mai 1997                                  | Fernando Henrique Cardoso            | Nelson Mandela              |                  |
| 17. Dez. 1997 | Oto Agripino Maia                  | zum Botschafter in Maseru (Lesotho) ernannt. | MSF 152 de 1997         | 9. Dez. 1997                                 | Fernando Henrique Cardoso            | Nelson Mandela              |                  |
| 4. Jan. 2001  | Jório Salgado Gama Filho           | [ 3 ] | MSF 238 de 2000         | 28. Dez. 2000                                | Fernando Henrique Cardoso            | Thabo Mbeki                 |                  |
| 4. Apr. 2002  | Jório Salgado Gama Filho           | zum Botschafter in Port Louis (Mauritius) ernannt. | MSF 250 de 2001         | 27. Feb. 2002                                | Fernando Henrique Cardoso            | Thabo Mbeki                 |                  |
| 8. Mai 2002   | Jório Salgado Gama Filho           | zum Botschafter in Maseru (Lesotho) ernannt. | MSF 291 de 2001         | 17. Apr. 2002                                | Fernando Henrique Cardoso            | Thabo Mbeki                 |                  |
| 2. Mai 2002   | Jório Salgado Gama Filho           | zum Botschafter in Gaborone (Botswana) ernannt. | MSF 5 de 2002           | 17. Apr. 2002                                | Fernando Henrique Cardoso            | Thabo Mbeki                 |                  |
| 13. Mai 2004  | Lúcio Pires de Amorim              | (* 1946 in Rio de Janeiro) Sohn von Marial Raymunda Costa Amorim und Leopodo Cunha Pieres De Amorim | MSF 30 de 2004          | 5. Mai 2004                                  | Luiz Inácio Lula da Silva            | Thabo Mbeki                 |                  |
| 14. Sep. 2005 | Lúcio Pires de Amorim              | zum Botschafter in Port Louis (Mauritius) ernannt. | MSF 151 de 2004         | 17. Aug. 2005                                | Luiz Inácio Lula da Silva            | Thabo Mbeki                 |                  |
| 14. Sep. 2005 | Lúcio Pires de Amorim              | zum Botschafter in Maseru (Lesotho) ernannt. | MSF 191 de 2004         | 17. Aug. 2005                                | Luiz Inácio Lula da Silva            | Thabo Mbeki                 |                  |
| 14. Sep. 2005 | Lúcio Pires de Amorim              | zum Botschafter in Gaborone (Botswana) ernannt. | MSF 192 de 2004         | 17. Aug. 2005                                | Luiz Inácio Lula da Silva            | Thabo Mbeki                 |                  |
| 20. Dez. 2007 | José Vicente de Sá Pimentel        | (* 2. März 1946 in Vitória Espirito Santo) Sohn von Sonia de Sá Pimentel und Victor Hougo Pimentel 24. November 2004: Botschafter in Neu-Delhi | MSF 201 de 2007         | 11. Dez. 2007                                | Luiz Inácio Lula da Silva            | Thabo Mbeki                 |                  |
| 20. Dez. 2007 | José Vicente de Sá Pimentel        | zum Botschafter in Port Louis (Mauritius), Maseru (Lesotho) und Moroni (Komoren) ernannt. | MSF 206 de 2007         | 11. Dez. 2007                                | Luiz Inácio Lula da Silva            | Thabo Mbeki                 |                  |
| 29. März 2011 | Pedro Luiz Carneiro de Mendonça    | zum Botschafter in Port Louis (Mauritius) und Maseru (Lesotho) ernannt. (* 1. November 1945 in Rio de Janeiro) Sohn von Helena Bandeira de Mello und Luiz José Carneiro de Mendonça 2001: Botschafter in Maputo und Victoria (Seychellen). 2003: Botschafter in Swasiland | MSF 43 de 2011          | 16. März 2011                                | Dilma Rousseff                       | Jacob Zuma                  |                  |